# Augustus Chapman Allen

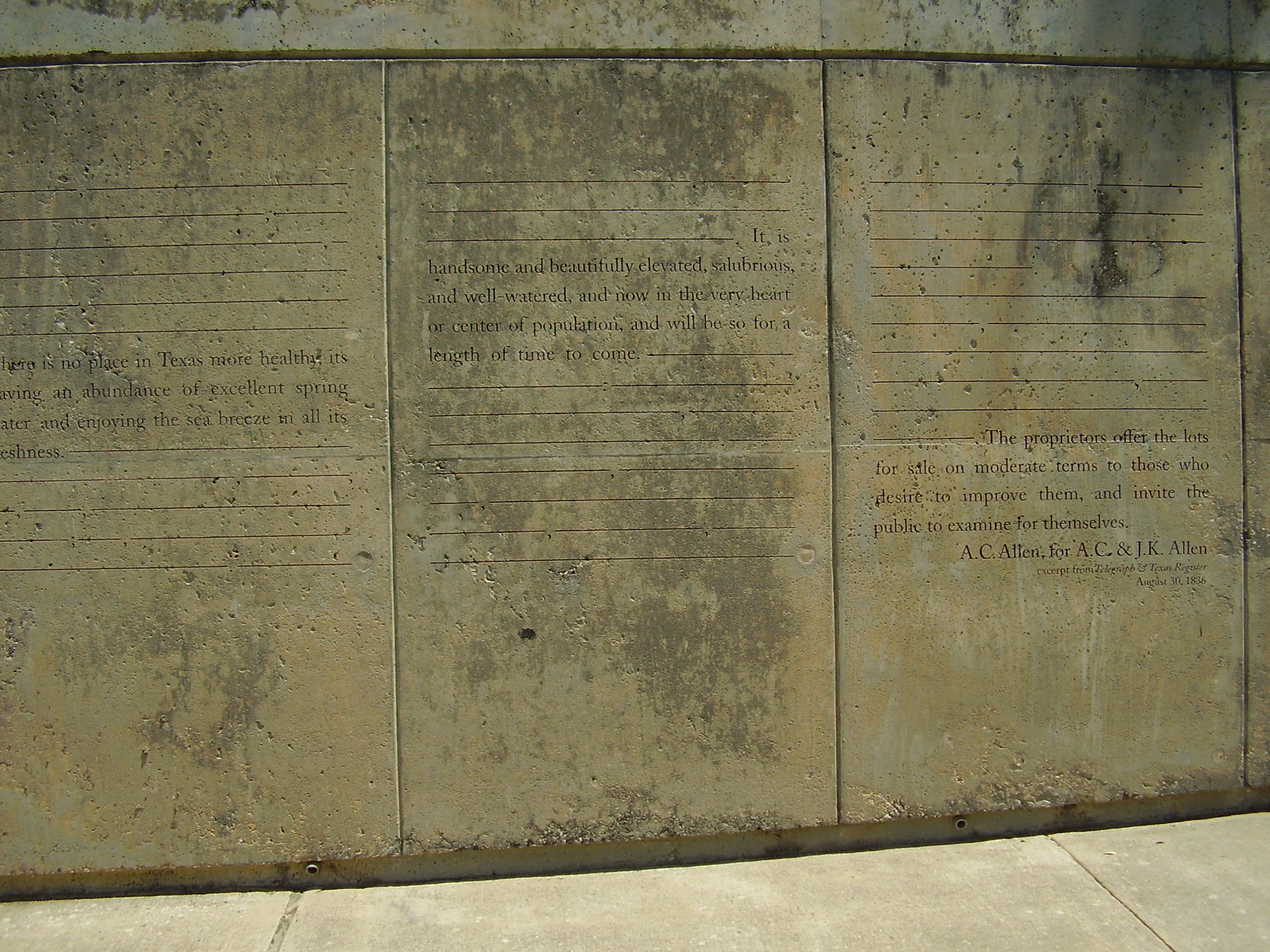
Marcador en el centro de Houston que conmemora la fundación de Houston por los hermanos Allen: se puede ver un extracto del Telegraph and Texas Register del 30 de agosto de 1836.

Augustus Chapman Allen (4 de julio de 1806 - 11 de enero de 1864), junto con su hermano menor, John Kirby Allen, fundaron la ciudad de Houston en el estado estadounidense de Texas. Nació el 4 de julio de 1806 en Canaseraga Village, Nueva York (ahora la aldea de Sullivan en la ciudad de Sullivan, Nueva York), de Sarah (Chapman) y Roland Allen.

## Primeros años
Poco después de cumplir 17 años, Augustus se graduó en el Instituto Politécnico de Chittenango, Nueva York, y empezó a enseñar matemáticas allí. En 1827 cambió de carrera y renunció a su cátedra. Luego empezó a trabajar como contable para H. and H. Canfield Company, Nueva York. Después de dos años, él y su hermano John compraron una participación en el negocio. En el verano de 1832, los hermanos Allen abandonaron Canfield para trasladarse a Texas, donde se establecieron en San Agustín. En junio de 1833, los hermanos se habían mudado a Nacogdoches.

## En Texas
Los hermanos Allen llegaron primero a Galveston, Texas, y luego se mudaron al pequeño pueblo de Saint Augustine. En 1833, Allen y su hermano se asociaron con un grupo de empresarios en Nacogdoches y comenzaron a operar como especuladores de tierras.

### Durante la Revolución de Texas
En lugar de unirse al ejército cuando comenzó la guerra de Independencia de Texas, Augustus y su hermano se dedicaron a mantener abiertos los canales de suministro. Por su propia cuenta, equiparon un barco, el Brutus, con el fin de proteger la costa de Texas y ayudar a las tropas y suministros de los Estados Unidos a llegar sanos y salvos a Texas.
Sin embargo, algunos miembros del gobierno provisional de Texas se opusieron a las actividades de los hermanos Allen y los rumores indicaban que se dedicaban al corso. En enero de 1836, vendieron el Brutus a la Armada de Texas y se convirtió en apenas el segundo barco de la incipiente fuerza naval. Augustus y John Allen continuaron recaudando dinero y operando como receptores y dispensadores de suministros y fondos para el esfuerzo bélico sin cargo. A pesar de los servicios de los hermanos, los chismes y las censuras se dirigieron a los Allen porque no estaban en las fuerzas armadas.

### Después de la revolución

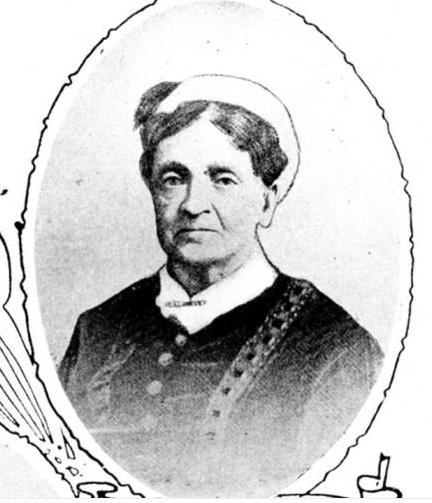
Charlotte Allen

Financiados por una herencia recibida por la esposa de Augustus, Charlotte, el 26 de agosto de 1836, los hermanos Allen compraron 6.600 hectáreas (27 km2) a lo largo del Buffalo Bayou por $5,000, con el propósito de establecer una nueva ciudad. Por sugerencia de Charlotte, nombraron su ciudad en honor al héroe de la época, el general Sam Houston.
En los años posteriores a la muerte de su hermano John en 1838, la familia Allen se separó y se peleó por los diversos negocios y finanzas de la familia, que de alguna manera se habían mezclado. Estas disputas familiares finalmente llevaron a la separación de Allen de su esposa en 1850.

## Vida posterior y legado
Pronto, la salud de Allen comenzó a deteriorarse y decidió dejar Houston, entregando a su esposa, de quien nunca se había divorciado, la mayor parte de lo que quedaba de sus muchas empresas. Augustus Allen se mudó a México para cuidar de su salud y comenzar un nuevo comienzo en la vida.
En 1852, Augustus fue nombrado cónsul de Estados Unidos para el puerto de Tehuantepec en el océano Pacífico y en 1858 se le asignó el mismo cargo para el puerto de Minotitlán. Estas oficinas le dieron el control de los asuntos consulares de Estados Unidos para todo el Istmo de Tehuantepec, cargo comercialmente importante.
Allen, en sociedad con un inglés llamado Welsh, desarrolló un extenso negocio de transporte marítimo privado. Sin embargo, nunca pudo recuperar su salud y, en 1864, se dio cuenta de que estaba gravemente enfermo. Luego, Augustus cerró su negocio y se fue a Washington D. C., para renunciar a sus consulados. Poco después de llegar allí contrajo neumonía, murió el lunes 11 de enero de 1864, a la edad de 58 años en Washington D. C., y fue enterrado en el cementerio Green-Wood en Brooklyn, Nueva York. Varios lugares emblemáticos de Houston, incluidos Allen Parkway y Allen Center, así como Allen's Landing Park, conmemoran a Augustus y su hermano, los dos fundadores de la ciudad.New York Times (Nueva York, NY), viernes, 15 de enero de 1864, pág. 5, c. 3New York Herald (Nueva York, NY), viernes, 15 de enero de 1864, pág. 8, c. 3MURIÓ - ALLEN - En Washington D. C., el lunes 11 de enero, Augustus C. Allen. Sus amigos están invitados a asistir a su funeral, que se llevará a cabo desde la Iglesia de la Transfiguración, calle 29, este día (viernes) 15 del corriente, a las 10 de la mañana.